# Белорусская Народная Грамада (1941)
Белору́сская Наро́дная Грамада́ (БНГ, бел. Беларуская Народная Грамада) — белорусская подпольная националистическая группа, действовавшая в оккупированной немцами Западной Белоруссии в годы Второй мировой войны. Была создана в результате деятельности активиста Белорусской крестьянско-рабочей грамады 1925—1927 годов Юлиана Саковича и других членов БКРГ.

## Предыстория
Юлиан Сакович, агроном по специальности, в молодости симпатизировал коммунистам и много лет провел в польских тюрьмах за политическую деятельность. Он стал активистом БКРГ и Коммунистической партии Западной Белоруссии. В начале войны бежал из тюрьмы НКВД и вернулся на родину, в Ошмянский уезд. Там царил террор польской вспомогательной полиции, действовавшей при оккупационных властях. Сакович уехал в Минск, где немцами уже были созданы белорусская администрация и белорусская полиция. Как бывший советский политзаключённый, он завоевал доверие немцев и возглавил административный отдел «Белорусской народной самопомощи» (БНС), единственной легальной белорусской организации на тот момент, и белорусскую полицию Минского района.
Тогда же Сакович связался с Всеволодом Родзько и вступил в нелегальную Белорусскую партию независимости (БНП), вскоре став членом ЦК БНП, а затем главой Минского райкома БНП.
Сакович считал, что, во-первых, в сложившейся ситуации оставшиеся в живых члены бывшей Грамады должны активизироваться и пойти на притворное сотрудничество с оккупантом, чтобы занять ключевые административные должности, прежде всего в созданной немцами местной вспомогательной белорусской полиции, и этим спасти белорусский актив от рук польско-гитлеровской администрации. Во-вторых, необходимо парализовать гитлеровских пособников, таких как Ермаченко и отступник Грамады Акинчиц.

## Создание организации
Сакович начал искать членов бывшей Грамады. Установив с ними контакт, он устроил их на работу в районные комитеты БНС. Осенью 1941 года в Минске прошло нелегальное совещание, созванное Саковичем под прикрытием инструктажа сотрудников комитетов БНС. Присутствовали 9 человек: 6 —  из Западной Белоруссии Сергей Хмара,  Василий Лукашик, Иван Гелда, Юрий Стасевич, Василий Вир и Треска), 3 — из Минска (Сакович, Галейка и ещё один человек, имя которого пока неизвестно).
Сергей Хмара позже вспоминал, что на секретном совещании «грамадян»

...обсуждалась текущая ситуация, оценивались международные события и перспективы на будущее, определялись направления деятельности в условиях нацистской оккупации. Совещание пришло к выводу, что Германия, вероятно, захватит всю центральную область европейской части России, но не сможет закончить войну в ближайшее время, и можно предположить, что русско-германская война превратится во вторую «японо-китайскую» войну и что она, вероятно, продлится много лет с неизвестным конечным результатом. В этом положении белорусы должны позаботиться о создании и сохранении, насколько это возможно, целостности своих вооружённых сил, в какой бы форме это ни было достигнуто. Вооружённые силы являются гарантией против политики агрессивных империалистических хищников, которые либо в образе некоей чуждой «Белой России», Польши или других стран попытаются вновь наложить иго на белорусский народ после ликвидации немецкой оккупации под давлением западных стран или в результате политических шагов Германии. Если эти позиции были приняты единогласно (создать и контролировать под своим руководством все вооружённые формирования, состоящие из белорусов), то вопрос о вхождении грамадян в субгерманскую белорусскую администрацию... вызвал жаркие споры... »

Сакович, поддержанный Лукашиком и Гельдой, считал, что все важные должности в местной администрации должны быть заняты своими людьми, что позволит реализовать национальные потребности белорусов через администрацию и оккупационные власти, а также иметь готовый административный аппарат в случае поражения немцев. Хмара, Вир и Стасевич выдвинули противоположное предложение. Они считали, что грамадяне не должны занимать какие-либо ответственные посты в местной администрации, потому что «это будет хоть и подневольный, но коллаборационизм». Более того, бургомистры и главы районов будут вынуждены подчиняться приказам оккупантов, направленным против своего народа. Они предложили, чтобы грамадяне, помимо должностей в комитетах самопомощи, занимали бы только культурные и образовательные должности, такие как директора театров, музеев, руководители художественной самодеятельности, учителя, инженеры, агрономы, врачи. Однако стороны не достигли согласия, и поэтому до следующего совещания вопрос о сотрудничестве или отказе от сотрудничества с оккупантами оставался открытым под ответственность отдельных членов организации.
Предложение Сергея Хмары и других сформировать чёткую структуру организации и избрать исполком встретило сопротивление Юлиана Саковича. Он обосновал свою позицию малочисленностью имеющегося актива и тем, что грамадян в районах очень мало, что в случае провала приведёт к ликвидации немцами всей группы.
Таким образом, ликвидированная ранее БКРГ была восстановлена под названием «Белорусская Народная Грамада». В целях конспирации было решено не использовать слова «грамада» или  «борьба», заменив их синонимом «Мы». Было принято решение не писать какие-либо партийные листовки и документы. Совещание решило, что организационными единицами будут «тройки» — комитеты из трёх членов. Каждая такая «тройка» через своего руководителя будет связываться с Саковичем, как руководителем организации, и другими подразделениями. Основные встречи ограничивались самым узким кругом грамадян.
Грамада имела сеть связных по всей Западной Белоруссии, но насчитывала не более 50 активных членов. В руководящую «пятёрку» Грамады входили Сакович, Хмара, Вир, атаманы Якуб Харевский и Язеп Товпеко.
На совещании было высказано мнение, что если не удастся получить от оккупационных властей независимое белорусское полицейское отделение с Юлианом Саковичем в качестве Главного коменданта, то ему придется покинуть свой пост в немецкой полиции.

## Деятельность
Организация была небольшой, и не во всех городах Западной Беларуси имелись её «тройки». Каждой «тройке» фактически приходилось действовать самостоятельно, очень редко контактируя с другими. Грамада установила контакты с отрядами Белорусского народного партизанского движения (БНПД) с целью их объединения под единым руководством. В начале июля 1942 года на хуторе под Ивацевичами состоялась первая встреча атаманов белорусских партизанских отрядов и трёх представителей Грамады (Хмара, Вир, Стасевич). Была сформирована «Скамья атаманов», которая должна была стать консультативным органом партизанского движения и собираться в случае необходимости. По одним данным, на собрании присутствовало 12 атаманов, по другим — 8. В дальнейшем каждый из них оказал влияние на несколько других партизанских отрядов, которые из-за «нехватки политически подготовленных людей не говорили внятно, но всё же придерживались более или менее основных положений белорусского направления». Представители БНГ также присоединились к политическому руководству БНПД.
Скамья атаманов одобрила позицию своего политического центра — Белорусской Народной Грамады — о применении тактики выжидания подходящего момента для вооружённого восстания против советской власти. Были сформулированы основные тактико-стратегические направления деятельности народных партизан.
Второе совещание актива Белорусской Народной Грамады состоялось в Минске в конце 1942 года. В нём приняли участие 8 делегатов. Совещание дало возможность грамадянам более трезво оценить текущую ситуацию и принять программу дальнейших действий. План централизации местной полиции и военных ведомств под руководство белорусов потерпел неудачу, так как встретил сопротивление немцев. Юлиан Сакович лишился должности коменданта Минской районной полиции, стал комендантом Минской милиции, с августа 1942 года работал в БНС. Совещание полностью подтвердило текущую позицию по тактике партизанской борьбы и приняло предложение Хмары и Стасевича не сотрудничать с немцами в административной сфере. Было также принято решение обратиться к другим белорусским националистическим группировкам с предложением о совместном фронте против немецких оккупантов, а также попытаться организовать курьерскую сеть, которая связала бы грамадян Минска, Вильно, Белостока, Пинска, Бреста и Слонима. Василию Виру было поручено организовать секретную сеть БНГ в Пинске.
Грамадяне пытались создать легальную газету «Борьба» или «Зов» как орган Слонимского комитета самопомощи, но немцы запретили её издание. В Барановичах и Новогрудке организовать такое издание также не удалось. Василий Вир, создававший секретную сеть Грамады в Пинске, встретил сопротивление украинских националистов, состоявших на службе у немцев. Члены организации Дервоед и Шаламюк были убиты в Пинской СД. Скрывать свою деятельность было необходимо не только от немецких оккупантов, но и от советских спецслужб и диверсионных отрядов НКВД.
Используя свою работу в компании по распространению прессы, Хмара получил пропуска на поездки в Западную Белоруссию. Благодаря пропускам он встретился в Вильно с Франтишеком Олехновичем, в Белостоке с Владимиром Томашиком и Фёдором Ильяшевичем, в Бресте с партизанскими связными, часто видел Саковича в Минске. Затем ему удалось получить пропуск в Пинск, который находился в ведении Украинcкого комиссариата. Курьеры носили листовки (шифровки) или передавали новости устно. Согласно решениям второго совещания, грамадяне установили контакты с подпольной Партией независимости Беларуси через её члена Владислава Рыжего и председателя ЦК БНП Всеволода Родзько. Втайне от членов Грамады, Сакович оставался членом ЦК БНП.

## Упадок организации
Немцы узнали о подпольной деятельности Саковича и отправили его работать начальником БНС на Лидчине, будучи уверенными, что «аковцы» там его скоро убьют. 13 июня 1943 года в Василишках Юлиан Сакович и Леонид Мараков были застрелены польскими подпольщиками связанными с Армией Крайовой. Несколько активистов БНГ были арестованы немецкими оккупантами и подвергнуты пыткам. От рук НКВД-шников генерала Капусты погиб член БНГ и партизанский связной Владимир Ольшевский. Бургомистр Белостока Василий Лукашик ещё в 1942 году бежал в Швецию, где пытался создать центр Белорусского освободительного движения.
Василий Вир в 1943 году должен был переехать в Смоленск как представитель партизанского политического руководства, но был схвачен Пинской СД (не без помощи украинских националистов, поскольку Вир предотвратил украинизацию Пинска) и отправлен в концлагерь в Германию.